# La Rivera
La Rivera è un comune (municipio in spagnolo) della Bolivia nella provincia di Puerto de Mejillones (dipartimento di Oruro) con 604 abitanti (dato 2010).